# Zygophylax junceoides
Zygophylax junceoides är en nässeldjursart som först beskrevs av Lancelot Alexander Borradaile 1905.  Zygophylax junceoides ingår i släktet Zygophylax och familjen Lafoeidae. Inga underarter finns listade i Catalogue of Life.